# غارث والدن
غارث والدن (بالإنجليزية: Garth Walden)‏ هو سائق سباق أسترالي، ولد في 1981 في ميناء ماكواري في أستراليا.